# Martinus Nijhoff
Martinus Nijhoff (L'Aia, 20 aprile 1894 – L'Aia, 26 gennaio 1953) è stato uno scrittore e poeta olandese.

## Biografia
I primi studi li compì ad Amsterdam, dove si laureò in legge; ben presto però la sua passione per la letteratura prese il sopravvento e studiò lettere all'Università di Utrecht. Già nel suo primo libro di versi, Il passeggiatore, del 1916, si intravedeva un'originalità di linguaggio con forti elementi espressionisti. La sua poesia si basa soprattutto sulla nostalgia dell'infanzia. Nella raccolta Forme del 1924 sono molto vivide le tematiche relative ai problemi adolescenziali risolti in chiave religiosa. 
La raccolta Nuove poesie del 1934 contiene molte poesie a sfondo sociale ad ampio respiro, tra le quali spicca Awater in cui Nijhoff fonde in modo mirabile il favoloso e il reale. Da ricordare anche L'ora U, del 1941 e il dramma liturgico Il bosco sacro è stato più volte rappresentato. Degna di nota anche la rapsodia Pierrot alla lanterna del 1919. 
Vanno infine menzionate sue ottime traduzioni, in particolare quelle da Euripide e da Thomas Stearns Eliot.